# 環境新聞學
環境新聞學是有關時事、趨勢、議題以及人物等資訊的搜集、求證、生產、分發以及展示，環境是人類無可避免必需與之互動的非人類世界。環境新聞工作者需要了解科研工作及其用語、對歷來各種環境問題有足夠知識、能緊貼環境政策的發展以及環境關注組織的工作、對當前環境議題有一般性了解，並以容易明白的手法將以上各種複雜的資訊向公眾傳達。
環境新聞學屬於一種環境傳理，其源起可追溯至自然文學。對於如何區分開環境新聞學和其他相類似的文學體裁及學術領域一直未有共識，是圍繞環境新聞學的一大爭論。

## 倡導者的爭論
環境新聞工作者之間有一個小爭議。包括美國環境記者協會成員在內的一些人，認為記者應該客觀地報導環境新聞；但另外一些人，例如在行內著名的Michael Frome，則認為只有對挽球地球環境抱有個人熱誠的記者才應該涉足環境議題，而環境新聞工作者亦無需羞於倡導環保工作，但就不應該犧牲對議題的事實和各方意見作清晰的報導。這個爭論將會持續一段時間，但公眾採用新媒體自行製作新聞的趨勢正為新聞專業帶來改變，環境新聞似乎會愈來愈傾向於報導和環境關注組織接近的意見。